# Silk (cómic)
Silk (Cynthia Moon), Seda en España, es una superheroína que aparece en los cómics publicados por Marvel Comics, una joven que al ser mordida por una araña alterada genéticamente, adquiere habilidades especiales. La araña que le mordió, es la misma araña que le otorgó sus poderes a Peter Parker para convertirse en Spider-Man.
Debutó en The Amazing Spider-Man vol. 3 #1 en abril de 2014 realizando un cameo en el que no se le veía el rostro y debutó por completo en The Amazing Spider-Man vol. 3 #4 en julio de 2014, como parte del arco argumental «Pecado original».
Silk es intepretada por Tiffany Espensen en las películas Spider-Man: Homecoming (2017), Avengers: Infinity War (2018) y en el corte extendido de Spider-Man: No Way Home (2021), parte del Universo cinematográfico de Marvel. Se planea que aparezca en la próxima película Spider-Woman, ambientada en la franquicia Spider-Verse, centrada en tres generaciones de personajes femeninos relacionados con Spider-Man.

## Biografía ficticia
Cuando Cindy era una niña, sus padres descubrieron que tenía memoria eidética. Por esta razón, su madre quería que se centrara en sus estudios, aunque Cindy tenía planes diferentes para su vida y enfocó su atención en el equipo de hockey de la escuela con su novio, Hector Cervantez. Una vez su madre se enteró sobre esta relación secreta, Cindy se vio obligada a ir a una excursión escolar realizada por la Corporación General Techtronics.
En un experimento científico auspiciado por la Corporación General Techtronics que implicaba el uso de rayos radiactivos, una araña fue expuesta accidentalmente a la radiación. En sus últimos momentos de vida, esta mordió el ser vivo más cercano, Peter Parker. Esto llevó a Peter a obtener poderes arácnidos y dio a luz al asombroso Spider-Man.
Sin embargo, Peter no fue el único mordido por la araña, Cindy también fue picada por el mismo arácnido. Al igual que Peter, Cindy pronto desarrollo poderes arácnidos que se salieron de control, lo cual preocupó a sus padres. Esta situación no duró mucho puesto que Ezekiel Sims se presentó ante la familia Moon y se ofreció para ayudar a Cindy. Bajo su tutela, la joven pulió sus habilidades arácnidas pero eventualmente Ezekiel la encerró en un búnker fortificado para protegerla de Morlun.
Tras descubrir acerca de Cindy por uno de los ojos del Watcher que liberó toda clase de secretos en Nueva York, Spider-Man la liberó del búnker convenciéndola de que Morlun estaba muerto. Después de balancearse alrededor de la ciudad, Cindy le pregunta cómo murió Morlun, por lo cual Peter responde que de hecho había matado a Morlun en dos ocasiones, noticia que pone a Cindy en cólera y ataca a Spider-Man al darse cuenta de que Morlun aún podría volver y que esos 13 años en el búnker habían sido para nada.
Durante su lucha, sin embargo, ambos sienten algún tipo de conexión a través de su sentido arácnido que Spider-Man había notado antes y el combate termina con los dos besándose.
Silk y Spider-Man continúan explorando sus lazos a un nivel más íntimo pero Peter le pone fin a esto al momento en que Cindy intenta quitarle su máscara. Sin embargo Silk le hace saber a Spider-Man que conoce su identidad como Peter Parker, lo que deja muy sorprendido a Parker. Al analizar lo que les está pasando, Cindy explica que tal vez es una especie de conexión primitiva la que los une, lo cual se deba al ser ambos picados por la misma araña. Cuando Spider-Man dice que fue un error haberla liberado e insinúa regresarla al búnker, Silk le replica que ya es muy tarde para eso, además no quiere perder otros 10 años recluida en ese lugar.
En el apartamento de Peter, los dos siguen explorando en términos físicos su conexión, pero son sorprendidos en el acto por Anna Maria, Cindy de inmediato confronta a Marconi, dejándole en claro que Peter le pertenece aunque tras volver en sí, le explica que son sus lados arácnidos lo que les hace sentirse atraídos. Anna tilda esto como una justificación absurda y le comunica a Peter que debe ir en representación de Industrias Parker a una entrevista en Fact Channel para suplir a Sajani quien se encuentra desaparecida.
Cindy acompaña a Peter a Fact Channel, donde Parker le presenta a su hermanastro J. Jonah Jameson. Durante la entrevista entre Peter y la reportera Natalie Long, Cindy le advierte a Peter de un peligro inminente al ser su sentido arácnido más agudo que el de Spider-Man. Peter también se percata de la amenaza e inmediatamente son atacados por Electro acompañado de la Gata Negra, quienes están aquí para atraer la atención de Spider-Man.
Silk los confronta hasta que Spider-Man aparece en escena. En el combate, Cindy lucha contra Electro mientras Spider-Man lidia con la Gata Negra. Electro se enfurece al no ser capaz de asestar ninguno de sus ataques en Silk, que logra esquivarlos todos gracias a su hiper-sentido arácnido. La Gata Negra logra usar uno de los rayos de Electro para incapacitar a Spider-Man y usa esta oportunidad para tratar de exponer su identidad al público, ayudada también por J.Jonah Jameson que enfoca las cámaras hacia Spider-Man mientras Felicia se dispone a quitarle su máscara.
Antes de que las cámaras enfoquen el rostro de Spider-Man, Silk cubre el rostro de Peter con su telaraña y lo libera de la Gata Negra. Enfurecidos por su intromisión, los dos villanos atacan a Silk pero su agilidad le permite esquivar sus ataques y escapar a salvo con Peter en sus brazos. Una vez fuera de los estudios de Fact Channel, Silk lleva a Peter a su apartamento.
En este lugar, Anna Maria remueve las telarañas de Peter con el disolvente de Otto Octavius y le informa que debe presentarse en una exhibición de Industrias Parker, en la cual estará presente el jefe de policía Pratchett. Silk también se une a esta invitación y cuando van de camino a la demostración en el auto de Ana Maria, Cindy detecta la presencia de la Gata Negra y Electro con su sentido arácnido. Antes de salir a combatir, Silk cubre a Peter con sus redes para brindarle un electro-aislamiento extra.
Los dos héroes arácnidos confrontan nuevamente al dúo criminal, Electro furioso ante la intrusión ataca a Spider-Man pero gracias a las redes aislantes de Silk sale ileso, por esta razón Peter le pide a Cindy que utilice esas mismas telarañas contra Electro. Aunque en ese momento, la Gata Negra sobrecarga a Electro usando la máquina de Industrias Parker, lo que libera una descarga eléctrica que derriba un helicóptero de Fact Channel. Actuando de forma rápida, Silk usa sus redes para amortiguar la caída de la aeronave, salvando exitosamente a los tripulantes de la misma.
Cuando Spider-Man y Electro están siendo afectados por la fuerza electromagnética de la máquina, Silk los saca de su rango de alcance y luego se envuelve junto a ellos en un capullo hecho de telaraña que los protege de la enorme explosión.
Luego del incidente, Cindy se reúne con Nataile Long y es contratada como reportera interna en Fact Channel, trabajo que Moon acepta para encontrar a su familia con los recursos informativos que posee el estudio.

### Un nuevo cambio
Al ver que su atracción arácnida hacia Peter se hace cada vez más incómoda, Cindy abandona el apartamento que comparte con Anna Maria y decide vivir por su cuenta. Aunque Peter considera esto un riesgo, Anna le aconseja dejarla ir.
Luego en su trabajo en Fact Channel, Cindy revisa con su jefa Natalie Long la lucha que Silk tuvo contra Electro y la Gata Negra. Durante su conversación Natalie pone en manifiesto su deseo de hacer a la nueva heroína primicia de su canal como el Bugle lo hizo con Spider-Man, aunque tilda al traje de Silk como un tanto vulgar.
En ese momento reciben un informe sobre dos delitos en progreso, uno que está manejando Spider-Man y otro en el Distrito Diamante. Antes de que Natalie pueda decir algo, Cindy desaparece rápidamente para vestir su nuevo traje y va a aquel distrito donde detiene fácilmente al criminal conocido como Ringer. Esto es grabado por Natalie y su camarógrafo, quien le felicita por su nuevo cambio de imagen y le pregunta que la inspiró, a lo que Silk responde que ya era hora de un cambio mientras se marcha de la escena columpiándose en sus telarañas.

### Spider-Verse
Silk visita a Peter en su apartamento tras varias semanas de no verlo y le comenta que tiene una solución para su problema de “atracción arácnida”, la cual radica en que él se marche y deje la ciudad de Nueva York a su cuidado, propuesta que Peter declina rápidamente. Cuando ambos salen a patrullar se encuentran con un robo de banco realizado por Looter y los Spiderlings. Mientras luchan contra los delincuentes, Silk y Spider-Man reciben la inesperada ayuda de Spider-Woman (Jessica Drew), Spider-Girl (Anya Corazón), Spider-Man 2099, Spider-UK, Spider-Girl (May Parker) y Spider-Ham.
Luego de detener a los criminales, Spider-UK les explica que él y su equipo son arañas de diferentes universos paralelos y han venido a esta realidad porque los hilos de la Gran Red han convergido en Spider-Man y que además un Heredero, hermano de Morlun llamado Daemos viene a esta dimensión para cazarlos. Silk le dice a Peter que sabía que algo así pasaría tarde o temprano; sin perder más tiempo Spider-Man les pide a todos que entren al portal.
Al cruzar, Silk y compañía llegan a la Zona Segura ubicada en Tierra-13 donde se reúnen con varias arañas del multiverso. Curiosa por ver tantas versiones de Peter Parker, Silk se pasea entre ellos para determinar si alguno comparte el mismo vínculo que tiene con el Peter de su mundo. El más cercano resulta ser Kaine cuyas feromonas son similares pero más débiles que las de Peter. Luego de centrarse en lo importante, lo cual es reclutar a un segundo equipo de Spider-Men, Silk es escogida por Peter para formar parte de su grupo, aunque el Spider-Man Veterano le impide hacerlo. Sin embargo ella decide seguirlos sin que noten su presencia.
El portal los lleva a la Tierra-928, dimensión en la que se encuentran con el ejército de Superior Spider-Man. Este último escanea a Silk señalando su atractivo (debido a que él tiene el cuerpo de Peter) y que sus lecturas de energía superan la escala haciendo de ella y Kaine un peligro potencial para que los Herederos logren encontrarlos. Desafortunadamente esto sucede y Daemos aparece para cazarlos. Gracias al esfuerzo combinado de ambos equipos, logran vencer a Daemos quien es asesinado por Superior Spider-Man.
Luego de decidir estudiar el cadáver del Heredero, Superior Spider-Man culpa a Silk por todo lo ocurrido y propone deshacerse de ella. No obstante el Spider-Man Veterano la defiende señalado que ninguno de ellos saben realmente lo que ocurre. Desgraciadamente, el viejo Spider-Man es atacado sorpresivamente por otro Daemos acompañado de Brix y Bora, quienes atacan a los Spider-Men. Sintiendo que toda esta situación es culpa suya, Silk roba el brazalete dimensional de Peter y abre un portal para mantener a Los Herederos alejados de los demás, pero Spider-Woman y Spider-Man Noir la siguen para mantenerla a salvo.
Los tres llegan a un mundo donde los humanos y alienígenas conviven en un solo entorno. Spider-Woman se separa de Silk y Spider-Man Noir al llegar a un pueblo cercano para buscar algunas provisiones y les pide a ambos mantener un bajo perfil. Estas advertencias caen en oídos sordos cuando Silk y Noir enfrentan a unos delincuentes con armaduras; tras vencerlos el sentido arácnido de Silk enloquece advirtiéndole de la llegada de los gemelos Brix y Bora, quienes logran encontrarla.
Spider-Man Noir trata de protegerla pero es incapacitado rápidamente por los gemelos. Silk logra salvarlo antes de que devoren su fuerza vital pero Noir queda gravemente herido. Spider-Woman aparece justo a tiempo para rescatarlos a ambos y abren un portal a la Tierra-90214. Siendo esta la dimensión de Noir deciden refugiarse en el bar clandestino de Felicia Hardy, la examante de Peter.
Spider-Man, Spider-Gwen y Anya logran encontrarlos y estas dos últimas sustituyen a Spider-Woman para proteger a Silk por órdenes de Peter, quien envía a Jessica a otra misión. Silk no queriendo ser una carga para nadie más se teletransporta por su cuenta a la Tierra-981 donde es atacada por una criatura gigante del lugar mientras es vigilada de cerca por Brix y Bora que han logrado encontrarla nuevamente.
Después de eso, Silk es perseguida por los gemelos Brix y Bora entre múltiples dimensiones, hasta que la explosión de un misil la derribo, averiando su brazalete, al poco tiempo, los gemelos la alcanzan y abren un portal a Loomworld para llevarla ante Solus, pero los gemelos se ponen a discutir debido a la persecución. Silk aprovecha esto y salta directo hacia el portal, al poco de llegar se encuentra con la Jessica Drew de ese mundo, confundiéndola con su Spider-Woman, pero esta Jess estuvo a punto de delatarla, hasta que fue noqueada por Spider-Woman. Al poco tiempo, esta le pregunta que hace en Loomworld así que Cindy le platica lo que le paso mientras ella no la vigilaba, así que Jess decide darle su brazalete para que escape de ahí, llegando accidentalmente a la Tierra-3145, un mundo totalmente irradiado debido a una guerra termo-nuclear, los gemelos pronto descubren su paradero y Brix intenta alcanzarla pero este se empieza a debilitar rápidamente por la radiación de ese lugar, hasta que Bora lo arrastra de regreso a casa, regañandole por mostrarle el único lugar en el multiverso donde los Herederos no pueden seguirla.

## Poderes y habilidades
Fisiología Arácnida: Cindy posee los poderes proporcionales de una araña, concedidos por medio de una araña común irradiada (Achaearanea tepidariorum) la cual le pico siendo una adolescente. Las enzimas radioactivas con compuestos mutagénicos en la sangre de la araña fueron transferidas durante la picadura y produjeron numerosos cambios en Cindy otorgándole asombrosos poderes, de los cuales Silk sólo manifiesta aparentemente algunos en niveles más bajos, siendo realmente su potencial mucho más alto al ser un representante totémico del Espíritu Místico de la Araña.
Velocidad Superhumana: Cindy es una de las personas que más velozmente se mueven en el Universo Marvel, su factor de velocidad y reflejos son varias decenas de veces más rápidos que cualquier ser humano en perfecta condición física. Es de destacar que la velocidad de Silk es considerablemente superior a la de Spider-Man quien abiertamente admitió esto.
Fuerza Superhumana: Cindy tiene una extraordinaria fuerza arácnida, que combinándola con su increíble velocidad, agilidad y su asombroso sentido arácnido ella puede ir mano a mano con poderosos héroes como Spider-Man. Aunque su fuerza es ligeramente inferior a la de Peter, que se dio cuenta de esto cuando luchaba contra ella.
Agilidad superhumana: La araña que le dio a Cindy sus poderes, también le proporcionó una flexibilidad corporal increíble, sus tendones pueden prolongarse mucho más allá que las personas ordinarias, permitiéndole tomar sus tan características poses de araña.
Telaraña Orgánica: Silk tiene la capacidad de producir telarañas gracias a las glándulas secretoras que aloja en las puntas de sus dedos las cuales parecen estar limitadas por su estado físico y nutricional. Peter también señaló que su telaraña parecía ser capaz de cortar las cosas además de ser adhesiva. Otro aspecto a destacar es que sus redes no solo tienen una gran resistencia sino que también poseen un aislante especial contra la electricidad, prueba de esto se muestra en su lucha contra Electro e incluso pudo resistir una enorme explosión electromagnética al cubrirse con sus telarañas.
Sentido "arácnido": Este sentido es como un hilo psíquico conectado a la red de vida del mundo que le brinda una especie de respuesta clarividente a una variedad de fenómenos o causas que amenazan la seguridad de Cindy, y que le ha salvado la vida incontables veces previniéndole del peligro aún antes que este ocurra. Su sentido arácnido no identifica la naturaleza del peligro, pero sí le avisa de donde este proviene y que tan peligroso es, permitiéndole reaccionar aún antes que el peligro realmente se manifieste y en la dirección adecuada para esquivarlo, anularlo o contraatacarlo. Su sentido incluso es capaz de guiarla hasta el posible origen del peligro y le informa de la magnitud mediante un cimbreo en la base de su cráneo. Su sentido arácnido es superior al de Spider-Man, ya que ella puede percibir el peligro inminente mucho antes que Peter.
Trepa Muros: La araña radiactiva que pico a Silk, produjo una mutación en el cerebelo de Cindy, como consecuencia ella puede controlar mentalmente el flujo de atracción interatómica (electrostática) entre el límite molecular de las superficies, así supera la repulsión normal de electrones y permite su increíble potencial de adhesión. Esta capacidad de afectar la atracción entre superficies está limitada hasta ahora al cuerpo de Silk y especialmente concentrada en sus manos y pies.
Garras retráctiles: Durante un enfrentamiento con un robot en las alcantarillas, Silk reveló tener garras retráctiles en los dedos, las cuales son lo suficientemente duras y afilada.

## En otros medios

### Películas
- Cindy Moon aparece en películas ambientadas en Marvel Cinematic Universe, interpretadas por Tiffany Espensen:[3]
  - Cindy Moon aparece en Spider-Man: Homecoming (2017). Ella es compañera de clase de Peter Parker y miembro de decatlón que muestra preocupación cuando parece que se está yendo.
  - Cindy aparece brevemente en Avengers: Infinity War (2018),[4]cuando Ned causa una distracción que le permite a Peter cambiar a Spider-Man y ayudar a Stark y al Doctor Strange a luchar contra Ebony Maw y Cull Obsidian.
  - Cindy regresa en la escena poscréditos de la edición extendida de Spider-Man: No Way Home (2021) a través de material de archivo y material no utilizado previamente de Spider-Man: Homecoming.[5]
- En junio de 2018, se informó que Sony Pictures está desarrollando una película de acción en vivo basada en Silk.[6][7]
- Originalmente se consideró que Cindy Moon/Silk aparecería en Spider-Man: Into the Spider-Verse,[8]pero los realizadores optaron por utilizar a Peni Parker en su lugar.[9]
  - Silk aparecerá en la película spin-off de Spider-Verse, Spider-Women.[8]

### Videojuegos
- Silk aparece como un personaje jugable desbloqueable en Spider-Man Unlimited.[10]
- Silk aparece como un personaje jugable desbloqueable en Marvel: Avengers Alliance.[11]
- Silk aparece como un personaje jugable en Marvel Avengers Academy, con la voz de Victoria Wong.[12]
- Silk aparece como un personaje jugable en Marvel Future Fight.[13]
- Silk aparece como un personaje jugable desbloqueable en Marvel Puzzle Quest.[14]
- Silk aparece como un personaje jugable en Lego Marvel Super Heroes 2.[15]
- Silk aparece como un personaje jugable desbloqueable en Marvel Contest of Champions.[16]
- Cindy Moon hace un cameo sin hablar en la escena poscréditos de Marvel Spider-Man 2.[17]

### Juguetes
- Silk tiene una figura jugable en el conjunto de HeroClix de Superior Foes of Spider-Man.[18]
- Silk tiene una figura de acción en la línea Marvel Legends, parte del conjunto Space Venom Build-A-Figure.[19]